# Балкомб, Бетси
Люсия Элизабет Балкомб Абель, известная также как Бетси Балкомб (1802[…], Большой Лондон — 29 июня 1871[…], Лондон) — писательница и землевладелица. Она знаменита тем, что в детстве дружила с Наполеоном Бонапартом во время его ссылки на острове Святой Елены.

## Биография
Люсия Элизабет Балкомб родилась в 1802 году и была вторым ребёнком Уильяма и Джейн Балкомб (в девичестве Крэнстон). Её отец был суперинтендантом отдела публичных продаж Ост-Индской компании. Балкомб и её сестра Джейн, которая была на два года старше её, получили образование в Англии. В 1814 году сёстры вернулись на остров Святой Елены со своими родителями и двумя младшими братьями. Там они проживали в небольшом коттедже под названием Брайрс («Шиповник»).
В октябре 1815 года Наполеон Бонапарт был сослан британским правительством на остров Святой Елены. Поскольку резиденция Наполеона, Лонгвуд-Хаус, ещё не была готова, в течение следующих двух месяцев он жил в летнем домике рядом с Брайрс. Хотя в их первую встречу Балкомб испугалась Бонапарта, со временем они с императором стали друзьями. Французские офицеры и слуги завидовали английской девочке, которая обращалась к Наполеону «Бони» без каких-либо возражений с его стороны.
После того, как Наполеон переехал в Лонгвуд-Хаус, Балкомб часто навещала его. Европейская пресса узнала о дружбе между 47-летним Наполеоном и девочкой-подростком и написала о выдуманной истории любви. В марте 1818 года Балкомбы покинули остров Святой Елены и вернулись в Англию. Губернатор острова Святой Елены Хадсон Лоу не одобрял дружбу между Балкомбами и Наполеоном, подозревая их в передаче секретных сообщений из Лонгвуд-Хауса.
В мае 1821 года Бетси Балкомб вышла замуж за Эдварда Абелля и родила дочь, но вскоре их брак распался. Балкомб зарабатывала деньги обучением музыке. В 1824 году она со своей семьей посетила Новый Южный Уэльс в Австралии, но вскоре вернулась в Англию. В 1830 году она вернулась в Новый Южный Уэльс со своим братом Уильямом, и вместе они взяли земельный участок, прилегающий к владениям их отца около городка Бунгония.
Несколько лет спустя она вернулась в Лондон и в 1844 году опубликовала книгу «Воспоминания об императоре Наполеоне», в которой описала свои воспоминания о пребывании на острове Святой Елены.
Император Наполеон III подарил Бетси Балкомб 500 гектаров земли с виноградниками в Алжире в знак признательности за её дружбу с его дядей в тяжёлое для него время.
После дальнейших поездок во Францию и Алжир Бетси Балкомб умерла в Лондоне 29 июня 1871 года и была похоронена на кладбище Кенсал-Грин.

## В кино
- «Наполеон» — исторический мини-сериал 2002 года, в котором рассказывается о жизни Наполеона Бонапарта (по мотивам книги Макса Галло «Наполеон»). В сериале 14-летнюю Бетси Балкомб играет Тэмсин Эгертон.
- «Месье Н.[англ.]» — британо-французский фильм 2003 года, повествующий о жизни Наполеона на острове Святой Елены, снятый режиссёром Антуаном де Коном. Бетси Балкомб в нём играет Шиван Хьюлетт[англ.].

### Комментарии
1. ↑  В 1960 году австралийская писательница Мейбл Брукс (1890—1975), внучатая племянница Бетси Балкомб, выкупила Брайрс и передала его французскому правительству (Brookes 1960).